# Устойчивый урбанизм
Устойчивый урбанизм — это исследование городов, а также практик их построения (урбанизм), которое фокусируется на содействии их долгосрочной жизнеспособности путем уменьшения потребления, отходов и вредного воздействия на людей и среду, одновременно повышая благосостояние последних. Благосостояние включает в себя, среди прочего, физические, экологические, экономические, социальные, а также факторы здоровья и равенства, которые характеризуют города и их население. В контексте современного урбанизма термин «города» относится к нескольким уровням человеческих поселений: от небольших городов до мегаполисов и мегалополисов, включая их периферию/пригороды/загородные районы. Устойчивость является ключевым компонентом профессиональной практики в области городского планирования и дизайна городов, а также смежных дисциплин: ландшафтной архитектуры, архитектуры, гражданского и экологического строительства. Зеленый урбанизм и экологический урбанизм — это другие распространенные термины, которые схожи с устойчивым урбанизмом, однако их можно толковать как сосредоточенные больше на природной среде и экосистемах и меньше на экономических и социальных аспектах. С устойчивым урбанизмом также связаны методы освоения земель, называемые устойчивым развитием, представляющие собой процесс физического возведения экологичных зданий, а также методы городского планирования, называемые разумным ростом или управлением ростом, которые обозначают наиболее устойчивые процессы планирования, проектирования и строительства городских поселений.

## Терминология
Происхождение термина «устойчивый урбанизм» было приписано профессору Сьюзан Оуэнс из Кембриджского университета  в 1990-х годах, согласно её докторанту и ныне профессору архитектуры Филлипу Таббу. Первая университетская программа для выпускников под названием «Устойчивый урбанизм» была основана профессорами Майклом Ньюманом и Филиппом Таббом в Техасском университете A&M в 2002 году. В настоящее время по всему миру существуют десятки университетских программ с таким названием. По данным Google Scholar, по состоянию на 2018 год существуют сотни научных статей, книг и публикаций, названия которых содержат фразу «устойчивый урбанизм», но также есть тысячи статей, книг и публикаций, которые содержат этот термин.
В 2007 году в США произошли два важных события, которые способствовали распространению устойчивого урбанизма и расширению базы знаний по этой  теме . Первое событие — Международная конференция по устойчивому урбанизму в Техасском университете А&М в апреле, на которой присутствовало около 200 человек из пяти континентов. Позже в этом году была опубликована книга  Дага Фарра "Устойчивый урбанизм". По словам Фарра, этот подход направлен на устранение экологических воздействий городского развития путем обеспечения и предоставления всех ресурсов локально. Весь жизненный цикл услуг и общественных товаров, таких как электроэнергия и продукты питания, оценивается от производства до потребления с целью уменьшения отходов и внешних воздействий на окружающую среду. За прошедшее с тех пор время благодаря значительным исследованиям и практике во всем мире этот термин значительно расширился, в него включили социальные, экономические, экологические и физические факторы, а также факторы благосостояния и общественного здоровья, указанные в книге Фарра; таким образом, выводя его за рамки городского дизайна в область городского планирования, политики и развития. Организация Объединенных Наций включила устойчивый урбанизм в список целей глобального устойчивого развития в качестве цели 11, «Устойчивые города и сообщества».
Существует целый ряд организаций, продвигающих и исследующих практики устойчивого урбанизма, включая правительственные учреждения, неправительственные организации, профессиональные ассоциации, университеты и научно-исследовательские институты, благотворительные фонды и профессиональные предприятия по всему миру. С устойчивым урбанизмом связано движение «Экогород» или «Экологический урбанизм», которое представляет собой еще один подход, направленный на создание городской среды на основе экологических принципов, а также движение «Устойчивые города», которое направлено на решение проблемы истощения ресурсов путем создания цепочек поставок распределенных локальных ресурсов для замены глобальной цепочки в случае серьезного сбоя. По мере развития концепции устойчивых городов она вышла за рамки предотвращения изменения климата и включила в себя устойчивые реакции гибридных городских и природных экосистем на стихийные бедствия, войны, кризисы, массовую миграцию, экономические и другие потрясения.

### Устойчивый урбанизм: Городской дизайн в единении с природой, Дуг Фарр (2007)
Архитектор и градостроитель Даг Фарр рассуждает о том, как сделать города более удобными для пешеходов, а также о сочетании элементов экологического урбанизма, устойчивой городской инфраструктуры и нового урбанизма, выходя за рамки этих понятий, чтобы зациклить использование ресурсов и перенести производителей в город. Этот подход направлен на повышение качества жизни за счет обеспечения большей доступности мероприятий и мест в непосредственной близости, а также за счет повышения качества предлагаемой продукции.

## Сравнение схожих принципов
Новый урбанизм появился в 1980-х годах и стал одним из первых образцов устойчивого урбанизма, поскольку он основан на сближении видов деятельности и землепользования, повышении плотности застройки городов и пригородов, повышении доступности инфраструктуры и энергоэффективности транспорта, а также наличии большего количества объектов в пешей доступности. Существовала значительная критика Нового урбанизма и его более международного термина «Компактный город», так как считалось, что это ограниченный подход. Главный вывод заключался в том, что устойчивость города нельзя измерить только по его формам, и что решающее значение здесь имеет налаженность внутренних процессов. Критика нового урбанизма заключается в том, что он пытается применить форму города 19-го века к городам 21-го века и что новый урбанизм исключает экономическое разнообразие, создавая дорогие для жизни места. Кроме того, критики полагают, что, хотя новый урбанизм содержит много привлекательных идей, у него могут возникнуть трудности с решением широкого спектра современных проблем, включая масштаб, транспорт, планирование и региональные различия.
Устойчивый урбанизм заполняет пробелы Нового урбанизма, включая в себя факторы, перечисленные в главном абзаце этой статьи на Википедии.
Умный рост — это подход, родственный к устойчивому урбанизму. По замыслу городских планировщиков, это помогает достичь большего баланса между рабочими местами и жильем, при этом не учитывая чувство места. Хотя новый урбанизм может его удовлетворить, но он не рассматривается как подход, который приведет к появлению энергетически самостоятельных сообществ. Подход экологического города, по-видимому, дополняет два других подхода с точки зрения их сильных и слабых сторон.
Зеленый урбанизм, вероятно, содержит в себе больше всего схожих идей с устойчивым урбанизмом. Оба они делают акцент на взаимодействии городов с природой, а также на формировании благополучных сообществ и образа жизни. Однако принципы зеленого урбанизма основаны на концепции «тройного нуля»: нулевое использование ископаемого топлива, ноль отходов и ноль выбросов. С другой стороны, устойчивый урбанизм больше ориентирован на проектирование сообществ, в которых можно передвигаться пешком и которые обслуживаются общественным транспортом.

## Определение элементов устойчивого урбанизма

### Компактность
Компактность или плотность играет важную, хотя и ограниченную роль в устойчивом развитии городов, поскольку она может способствовать сокращению потребления энергии транспортом на душу населения за счет увеличения ходьбы, езды на велосипеде и использования общественного транспорта. Плотность застройки некоторых городских и особенно пригородных территорий слишком мала для обеспечения эффективной логистики и удобства для пешеходов. Такая низкая плотность застройки характерна для явления разрастания городов. Из-за неэффективной инфраструктуры растет зависимость от частных автомобилей, застраиваются земли, пригодные для сельского хозяйства, нарушаются естественные ареалы обитания животных и растений, растет загрязнение и т. д. По этим причинам устойчивый урбанизм, как правило, способствует более компактной застройке с большей интенсивностью использования и большим разнообразием видов деятельности на данной городской территории.
Исследования показали, что низкая плотность застройки может усугубить нагрузку от неточечных источников загрязнения за счет сокращения поглощающего открытого пространства и увеличения площади непроницаемой поверхности по сравнению с компактной застройкой. Хотя увеличение плотности застройки может лучше защищать водные ресурсы в масштабах региона, более плотная застройка может создать проблемы с качеством воды в близлежащих или смежных водоемах.
Рост плотности населения в жилых районах также способствует улучшению общественного транспорта. Концентрация плотности застройки вокруг остановок общественного транспорта и коридоров повышает готовность людей ходить пешком и, таким образом, уменьшает преимущества от владения личным автомобилем. Устойчивый урбанизм стремится объединить проектирование инфраструктуры с плотностью, поскольку концентрированная многофункциональная застройка требует меньшего использования инфраструктуры на душу населения по сравнению с отдельно стоящими односемейными домами.

### Биофилия и биофильные города
Гипотеза биофилии была выдвинута Э.О. Уилсоном . Это относится к связи между людьми и другими живыми системами. В рамках этой концепции люди биологически предрасположены к заботе о природе. Биофильные города — это города, которые привносят природу в город, увеличивая количество парков и открытых пространств, зеленых и синих коридоров, а также сетей, которые их связывают. Биофилия все чаще относится к средам обитания, которые поддерживают другие виды, локальное производство продуктов питания и городское сельское хозяйство. Таким образом, биофилия и биофильные города являются основополагающим компонентом устойчивого урбанизма.

### Устойчивые коридоры
Устойчивые коридоры похожи на экологические коридоры тем, что они эффективно, дешево и безопасно соединяют одну территорию с другой. Они позволяют людям перемещаться из одного места в другое, не прибегая к помощи автомобилей или других расточительных и неэффективных средств. Также предполагается чтобы вид транспорта был максимально простым, удобным и доступным для всех членов сообщества. Устойчивые коридоры также включают экологические коридоры, позволяющие животным перемещаться по сообществам, чтобы они могли по-прежнему жить в городах и вокруг них.

### Высокоэффективные здания
Высокоэффективные здания проектируются и строятся с целью максимального энергосбережения при эксплуатации и минимизации воздействия на окружающую среду при строительстве и эксплуатации зданий. Строительство и эксплуатация зданий влекут за собой значительные «внешние издержки», такие как отходы материалов, неэффективное использование энергии и загрязнение окружающей среды. Высокопроизводительные здания стремятся свести эти проблемы к минимуму и сделать процесс намного более эффективным и менее вредным. Департамент дизайна и строительства города Нью-Йорка в апреле 1999 года выпустил ряд рекомендаций по высокоэффективным зданиям, которые имеют широкое применение в устойчивом урбанизме во всем мире.
Благодаря использованию экологически чистых материалов и систем, улучшению качества воздуха в помещениях и использованию естественного или высокоэффективного освещения, воздействие здания на окружающую среду сводится к минимуму; кроме того, те, кто работает или живет в этих зданиях, получают прямую выгоду от этих изменений. Некоторые владельцы зданий даже сообщают о росте производительности труда в результате улучшения условий. Однако, поскольку эти другие выгоды сложнее оценить количественно, чем прямую экономию энергии, реальная стоимость высокоэффективных зданий может быть легко недооценена традиционными методами учета, которые не учитывают «внешние» муниципальные и региональные затраты и выгоды. Оценки затрат на высокопроизводительное здание должны учитывать экономические, социальные и экологические выгоды, которые сопутствуют зеленым зданиям.
- Энергоэффективность /чистые энергетические ресурсы

Сокращение потребления и спроса на энергию за счет пассивных солнечных технологий и комплексного проектирования зданий. Этот процесс учитывает оптимальную ориентацию и максимизирует тепловую эффективность ограждающих конструкций здания (окна, стены, крыша), а также учитывает взаимодействие систем отопления, освещения, вентиляции и кондиционирования воздуха. Интегрированная конструкция использует дневной свет для снижения потребления электроэнергии и включает в себя энергоэффективное освещение, двигатели и оборудование. Там, где это возможно, возобновляемые источники энергии, такие как фотоэлектрические элементы и геотермальный обмен, используются в сочетании с другими технологиями с низким уровнем выбросов, такими как топливные элементы. Это приводит к прямой экономии затрат на энергию (топливо и электроэнергию) и обеспечивает хорошую норму прибыли с учетом первоначальных инвестиций. К другим внешним преимуществам относится улучшение качества воздуха за счет снижения расхода топлива (уменьшение выбросов закиси азота, диоксида серы, метана и других газов, загрязняющих воздух). Кроме того, снижение общей совокупной электрической нагрузки значительно сокращает выбросы углекислого газа.
- Улучшение внутренней среды

Улучшение качества воздуха внутри помещений путем устранения вредных для здоровья веществ из строительных материалов, бытовых изделий и мебели,а также внешних загрязнителей, используя методы фильтрации и распределения воздуха. Максимальное использование контролируемого дневного освещения, которое затем можно дополнить высококачественным искусственным освещением. Обеспечение хорошего акустического контроля. Эти улучшения могут помочь решить широкий спектр проблем, связанных с человеческими ресурсами, путем улучшения общего качества внутренней среды. Кроме того, внимание к повышению благополучия сегодня помогает избежать будущих затрат на исправления. Такой акцент на проектировании «здорового здания» поможет работодателю улучшить комфорт, здоровье и благополучие работников, что в свою очередь сократит количество прогулов и текучесть кадров.
- Сокращение источников, предотвращение загрязнения и переработка

Использование возобновляемых ресурсов, которые сами по себе подлежат вторичной переработке и были произведены способом, наносящим меньший вред окружающей среде. Реализация стратегии предотвращения образования/управления отходами строительства и сноса (C&D), а также выборочной сортировки материалов на месте для утилизации, переработки или утилизации. Эти действия предотвратят ненужное истощение природных ресурсов и уменьшат загрязнение воздуха, воды и почвы. Это также укрепит рынок переработанных материалов и производство продукции с содержанием отходов потребления. В долгосрочной перспективе более эффективное управление отходами строительства может сократить расходы на утилизацию отходов, снизить нагрузку на полигоны и минимизировать расходы на транспортировку отходов на объекты утилизации за пределами города.

### Высокопроизводительная инфраструктура
Высокопроизводительная инфраструктура относится к основным передовым методам управления (BMP), применимым к типичному участку общественной полосы отвода, охватывающему тротуары, подземные коммуникации, инфраструктуру ливневой канализации, ландшафты и элементы городского пейзажа. Помимо многих преимуществ для общественного здравоохранения и окружающей среды, финансовые преимущества включают снижение первоначальных затрат, снижение расходов на эксплуатацию и техническое обслуживание, снижение затрат на электроэнергию и повышение стоимости недвижимости.
- Оптимизация компонентов

На уровне отдельных компонентов стандартные детали могут быть улучшены для оптимизации производительности, минимизации воздействия на окружающую среду, более эффективного использования материалов или продления жизненного цикла. В качестве примеров можно привести использование переработанных цементных материалов для повышения прочности дорожного покрытия или проектирование водосберегающих ландшафтов для снижения потребности в орошении.
- Многофункциональная оптимизация

Улучшение отдельных компонентов не учитывает всю систему в целом, поэтому принципы многофункциональной оптимизации направлены на минимизацию конфликтов между частями и появление синергии. Это может привести к долгосрочной экономии, улучшению производительности и срока службы, а также повышению отдачи от муниципальных инвестиций. Одним из примеров является использование водопроницаемого покрытия для сокращения нагрузки на ливневые стоки, обеспечивая при этом достаточное покрытие для проезда транспортных средств.
- Интегрированное проектирование

Системно-ориентированное проектирование направлено на улучшение характеристик всей дорожной системы. Это требует междисциплинарной командной работы на этапах планирования, определения объема работ, проектирования и строительства. Он способствует комплексному улучшению производительности, усиливает экологические преимущества и потенциально обеспечивает существенную экономию средств. Примером комплексного проектирования может служить проектирование проезжей части с разнообразно засаженной центральной разделительной полосой, которая выполняет одновременно функцию разграничения потоков движения транспорта и зоны биологического задержания ливневых вод, повышая безопасность пешеходов, минимизируя сток ливневых вод, снижая уличный шум и улучшая качество воздуха.

## Примеры устойчивого урбанизма
По состоянию на 2018 год наиболее яркими примерами, которые необходимо описать и объяснить здесь более подробно, являются район Хаммарбю-Шёстад в Стокгольме (Швеция), Фрайбург (Германия), BedZED в Хакбридже, Саттон-Ингланд (пригород Лондона)  и Серенбе недалеко от Атланты (штат Джорджия) в США.

### Ньюингтон, Сидней, Австралия
Ньюингтон, пригород на западе Сиднея, Австралия, был домом для спортсменов летних Олимпийских игр 2000 года и летних Паралимпийских игр 2000 года. Он был построен на заброшенном участке и разрабатывался консорциумом Mirvac Lend Lease Village с 1997 года. Реконструкция деревни была завершена в 1999 году, но ее дальнейшее развитие продолжается. После Игр Ньюингтон стимулировал австралийский рынок экологически чистых продуктов и стал солнечной деревней, в которой проживает около 5000 человек. К сожалению, при застройке не удалось построить районные центры с удобствами, доступными пешком, так что нужда в личном автомобиле остается все также актуальной. Кроме того, в Ньюингтоне отсутствует доступное жилье.
Ключевые пункты устойчивого урбанизма:
- Высокоэффективные здания: солнечные панели установлены в каждом доме в Ньюингтоне. «На момент строительства это была самая большая солнечная деревня в мире... Общая энергия, вырабатываемая этими фотоэлектрическими панелями,  предотвратить выброс в атмосферу 1309 тонн CO2 в год, что эквивалентно удалению с дорог 262 автомобилей.[27] «Благодаря использованию оконных навесов, шерстяной изоляции, плитной конструкции и эффективной водопроводной арматуры более 90 процентов домов спроектированы так, чтобы потреблять на 50 процентов меньше энергии и воды, чем обычные дома.
- Устойчивые коридоры и биофилия: в Ньюингтоне 90 процентов насаждений составляют местные виды . 21 акр участка под застройку входит в состав парка Миллениум. 40 процентов ливневых стоков просачиваются в грунтовые воды, а остальная часть очищается на месте и направляется в пруды в парковой зоне, которые являются важными местами обитания. Кроме того, ручей Хасламс был преобразован из бетонного канала в естественный водоток.

### Донгтан, Шанхай, Китай
Донгтан — это район в восточной части острова Чунмин, который находится примерно в часе езды от центра Шанхая. Когда-то он планировался как «первый в мире экогород», призванный стать энергетически самодостаточным, углеродно-нейтральным и практически безавтомобильным экогородом с населением 500 000 человек. Первую фазу разработки предполагается завершить к 2010 году, а всю разработку — к 2050 году, однако проект Донгтан был отложен на неопределенный срок из-за финансовых проблем и других причин.
Ключевые пункты устойчивого урбанизма:
- Компактность: Планируется, что в Донгтане плотность населения составит 84–112 человек на акр, что будет способствовать развитию эффективного общественного транспорта, социальной инфраструктуры и целого ряда предприятий. Большинство домов будут представлять собой многоквартирные дома средней этажности, сгруппированные по направлению к центру города. Парки, озера и другие общественные открытые пространства будут разбросаны по густо застроенным районам.
- Высокопроизводительная инфраструктура: Dongtan спроектирован так, чтобы использовать различные виды возобновляемой энергии, максимально приближаясь к углеродной нейтральности . Большую часть необходимой Донгтану энергии будут производить ветряные турбины разных масштабов и солнечные панели . Самой амбициозной частью энергетической инфраструктуры является система комбинированного производства тепла и электроэнергии (ТЭЦ), преобразующая отходы из разных источников в энергию, включая сточные воды, компост, органические отходы, такие как рисовая шелуха .

### Аптон, Нортгемптон, Англия
Аптон является частью юго-западного района Нортгемптона, Англия, и расположен между существующей городской окраиной и автомагистралью. Первоначально Аптон был сельскохозяйственным угодьем, а затем был застроен компанией English Partnerships, национальным агентством по восстановлению Англии, с высокими стандартами строительства и проектирования. Планирование началось в 1997 году, а завершение строительства планировалось к 2011 году.
Ключевые пункты устойчивого урбанизма:
- Высокоэффективные здания и инфраструктура: в комплексе Аптон планируется использовать устойчивые городские дренажные системы (SUSD), контролирующие поток и качество воды, поступающей в канализационную систему. Другие внедряемые экологически чистые технологии включают зеленые крыши, микрокомбинированные теплоэлектростанции (микро-ТЭЦ), системы сбора дождевой воды и фотоэлектрические системы.
- Устойчивые районы: в настоящее время Аптон разрабатывает свою транспортную систему. Как только въедут первые жильцы, в районах начнется автобусное сообщение два раза в час. Также предлагается программа совместного пользования автомобилями . Социальная устойчивость проекта достигается за счет требования, чтобы 22% разрозненных жилых единиц были постоянно доступным жильем.

## Организации, занимающиеся устойчивым урбанизмом
Движение Transition Town работает над продвижением устойчивости граждан к переходу к низкоуглеродному будущему.
Eco-City Builders проводит дважды в год конференцию по устойчивому урбанизму и продвигает высокоэффективные методы планирования и городского дизайна .
Проект IGLUS в EPFL представляет собой глобальную сеть практических исследований, направленных на улучшение показателей городов в области эффективности, устойчивости и устойчивого развития путем продвижения более инновационных подходов к управлению в системах городской инфраструктуры.
Проект «Экогорода» в Университете Манчестера (Великобритания) — это исследовательская организация, разрабатывающая и проверяющая практики устойчивого урбанизма.
Сеть биофильных городов.
Институт устойчивого развития городов ( Нью-Йорк ) сотрудничает с городом Нью-Йорком и его жителями в целях продвижения практик и политики устойчивого развития городов.
Международный совет по местным экологическим инициативам (ICLEI) поддерживает политику, эффективное управление и практику местного самоуправления в целях повышения устойчивости. Они работают над четырьмя конкретными инициативами устойчивого урбанизма: (a) Устойчивые сообщества и города, (b) Справедливые и мирные сообщества, (c) Жизнеспособная местная экономика и (d) Экологически эффективные города.
Программа Организации Объединенных Наций по населенным пунктам (UN-Habitat) продвигает практики устойчивого урбанизма по всему миру, чтобы локализовать Повестку дня на XXI век (Agenda 21) совместно с Программой ООН по окружающей среде (ЮНЕП). Программа "Устойчивые города" (Sustainable Cities Programme) была создана в 1990 году как совместное агентство UN-Habitat и UNEP.
Стокгольмский центр устойчивости продвигает практики, позволяющие городам и населенным пунктам адаптироваться к изменению климата и истощению ресурсов с помощью методов устойчивого развития.

### LEED-ND
- Система LEED для развития жилых районов (LEED-ND) — первая в США система оценки экологичности жилых районов. Система LEED-ND была создана в результате партнерства с Конгрессом нового урбанизма, Советом по экологическому строительству США (USGBC) и Советом по защите природных ресурсов (NRDC). Она обеспечивает скоординированную экологическую стратегию для достижения устойчивости на уровне целых районов и сообществ. LEED-ND — это рейтинговая система, которая сертифицирует зеленые кварталы, основанная на программе USGBC «Лидерство в энергетическом и экологическом проектировании» ( LEED ), которая представляет собой стороннюю систему проверки соответствия проекта высоким стандартам экологической ответственности. LEED-ND объединяет принципы нового урбанизма, зеленого строительства и разумного роста, чтобы создать первый общенациональный стандарт для проектирования жилых районов, который расширяет сферу применения LEED за пределы отдельного человека и охватывает более целостное (район/сообщество) восприятие контекста зданий.[39][40][41]

## Критика
Некоторые специалисты обеспокоены тем, что использование термина «устойчивый урбанизм» рискует обесценить термин «устойчивый», поскольку застройки будут называться примерами «устойчивого урбанизма», которые, хотя и значительно лучше, чем многие современные застройки, не являются по-настоящему устойчивыми в соответствии с определением устойчивости, данным Брундтланд, взятым из знаменательного Доклада ООН по окружающей среде и развитию 1987 года под названием «Наше общее будущее: Доклад Всемирной комиссии по окружающей среде и развитию».